# Cresent Hardy
Cresent Leo Hardy (Mesquite, 23 juni 1957) is een Amerikaans zakenman en politicus van de Republikeinse Partij. Van 2015 tot 2017 was hij de afgevaardigde van het 4e congresdistrict van Nevada in het Huis van Afgevaardigden.

## Biografie
Hardy werd geboren en opgevoed in de plaats Mesquite in Nevada en ging er naar de Virgin Valley High School. Hardy ging vervolgens naar het Dixie State College. Hij werkte eerst op de boerderij van zijn vader en daarna bij bouwbedrijven. Hij bekleedde enkele lokale politieke functies. Hardy was onder meer van 1986 tot 1993 Public Works Director van zijn geboorteplaats, van 1990 tot 1996 lid van het Virgin Valley Water District en van 1997 tot 2002 lid van de gemeenteraad van Mesquite.
Hardy diende vanaf 2011 twee termijnen van twee jaar in de Nevada State Assembly: tijdens de verkiezingen in 2010 won hij als afgevaardigde van 20e district met ongeveer 12.500 stemmen (63,8%) en in 2012 als afgevaardigde van het 19e district met ruim 13.000 stemmen (56,6%). In 2013 werd Hardy in de Nevada State Assembly assistent van de oppositieleider. Hardy was in ieder geval in 2010 eigenaar van een bouwbedrijf.
In 2014 stelde Hardy zich kandidaat om volksvertegenwoordiger te worden namens het in 2012 gecreëerde 4e congresdistrict van Nevada. Hij had moeite geld te verwerven voor zijn campagne en had uiteindelijk vijf keer minder geld ingezameld dan zetelend Democratisch afgevaardigde Steven Horsford. Toch won Hardy de verkiezingen van Horsford met 48,5% van de stemmen. Zijn ambtstermijn begon op 3 januari 2015. Hardy was in het Huis van Afgevaardigden lid van het House Committee on Transportation and Infrastructure, het House Committee on Natural Resources en het House Committee on Small Business.
Bij zijn tweede verkiezing, in 2016, werd Hardy verslagen door zijn Democratische tegenstrever, Ruben Kihuen.
In 2018 stelden zowel Horsford als Hardy zich opnieuw kandidaat voor hetzelfde ambt. Ditmaal won Horsford de verkiezing, met een verschil van 8 procentpunten.

## Standpunten
Depolitieke speerpunten van Hardy's campagne voor het Huis van Afgevaardigden waren onder andere het verminderen van de staatsschuld, het herstellen van de negatieve handelsbalans en het creëren van banen. Dat laatste wilde Hardy doen door de obstakels voor het uitbreiden en het oprichten van bedrijven te beperken. Ook beweerde hij ervoor te zullen zorgen dat Nevada mee zal doen aan economische herstelprogramma's en zei hij toe dat hij zal proberen ervoor te zorgen dat Nevada meer geld van de federale overheid zal ontvangen. Naast zijn economische standpunten pleitte Hardy voor lokaal georganiseerd onderwijs, lokaal georganiseerde gezondheidszorg en een sterk leger zonder veel in te grijpen in buitenlandse oorlogen. Ook zei Hardy dat hij tegenstander was van Obamacare.

## Privéleven
Hardy woont in Mesquite en is getrouwd. Hij heeft vier kinderen.